# Він помер з фалафелем у руці (фільм)
Він помер з фалафелем у руці — австралійська комедійна драма 2001 року режисера Річарда Лоуенштайна з Ноа Тейлором у головній ролі. Фільм заснований на повісті австралійського письменника Джона Бірмінгема 1994 року та розповідає як молодий хлопець живе з різними ексцентричними персонажами в орендованому житлі.

## Сюжет
Фільм починається з того, що Денні (Ной Тейлор) знаходить свого друга Фліпа (Бретт Стюарт) застиглого перед телевізором. Потім він повертається на дев'ять місяців назад у Брісбен, де Денні та Фліп живуть у будинку з іншими ексцентричними сусідами по кімнаті.
Денні, Фліп, Майло та Отіс сперечаються про кохання та роблять п'яні зізнання. До розмови приєднується англійка Сем. Пізніше Денні відвідує офіс грантової організації працівник висміює його прагнення стати письменником. Повернувшись додому, Сем оскаржує заяву Денні про те, що він письменник, і Денні висловлює бажання отримати папір для телетайпу, щоб надихнути його писати. Аня, загадкова іноземка, приходить розпитати про кімнату в будинку. Денні знайомить її з іншими сусідами по кімнаті. Вона оголошує себе суворою вегетаріанкою.
Майло та Отіс змагаються за прихильність Ані, а Денні намагається знайти натхнення для своїх творів. Громили навідуються до будинку, вимагаючи неоплачену орендну плату, на оплату їм дають тиждень. Аня планує вечірку і запрошує друзів. Під час вечірки відбувається язичницький ритуал, і скінхеди разом із запрошеною Тейлором бандою протистоять громилам орендодавцям. Настає хаос, і будинок стає жертвою вандалізму. Денні йде з цього напівзруйнованого будинку.
Денні переїжджає в спільну квартиру в Мельбурні, де він відвідує весілля своєї колишньої дівчини стоячи під дощем. Він знаходить розраду в писанні та спілкуванні з Сем. Пізніше відбувається інцидент за участю поліції та наркотиків. Ієн поранений, а Денні збирається покинути місто. Сем вирішує залишитися.
Через три місяці Денні живе в Сіднеї, а Ніна та Дірк стали його сусідами по кімнаті. Між ними зростає напруженість, і Сем і Аня, тепер пара, приходять у гості. Сем закликає Денні зателефонувати його матері..Після того, як Сем і Аня розлучаються, Сем йде, сердито кажучи Денні, що його життя — безлад і він ніколи не стане письменником. Денні впадає в депресію і замикається у своїй кімнаті на кілька днів. Одного разу вночі він виходить, розбуджений телевізором, і виявляє, що Фліп мертвий від передозування з фалафелем у руці.
Денні вирішує кинути писати, викидаючи книжки та викидаючи друкарську машинку в гавань Сіднея . Фільм закінчується тим, що всі мешканці будинку збираються, щоб провести похоронну церемонію Фліпа в язичницькому стилі висипаючи попіл кремованого померлого на вогонь грилю залишаючи по черзі на вогні важливі речі чи речі які хотіли б залишити. Після цього Аня передає Денні пошту з чеком на 25 000 доларів від журналу Penthouse за його опубліковану історію. Аня та Ніна разом переїжджають до Франції, а Сем дає Денні рулон телетайпу, щоб надихнути його писати.

## Касові збори
Фільм зібрав у прокаті в Австралії 820 999 доларів.

## Цікаві факти
- Фільм присвячений Майклу Хатченсу — близькому другові Річарда Ловенштейна.
- У сцені, коли Аня та Денні розмовляють через зачинені двері, Аня вільно переказує сюжет книги «Соляріс» Станіслава Лема.

## Список літератур
1. 1 2  http://www.imdb.com/title/tt0172543/
2. 1 2 3 4  ČSFD — 2001.
3. ↑  https://web.archive.org/web/20110218045303/http://film.vic.gov.au/resources/documents/AA4_Aust_Box_office_report.pdf
4. ↑  Kelly, Judy (10 вересня 2004). Comic Felafel. Australian Broadcasting Corporation Tropical North Queensland. Архів оригіналу за 20 січня 2008. Процитовано 15 квітня 2010.
5. ↑  Film Victoria – Australian Films at the Australian Box Office (PDF). Архів оригіналу (PDF) за 18 лютого 2011. Процитовано 20 листопада 2010.